# Seán Gallagher

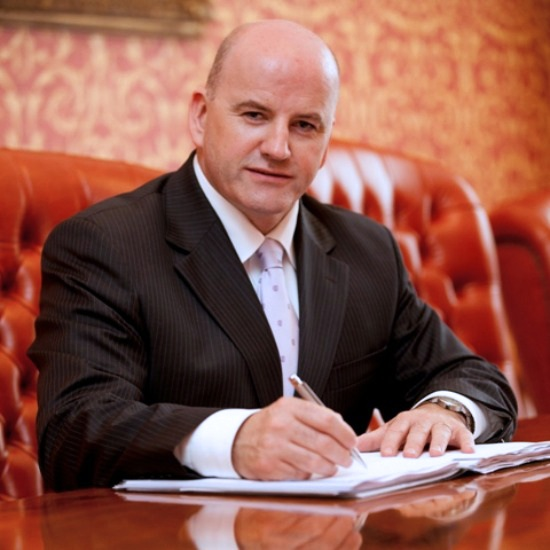
Seán Gallagher (2011)

Seán Gallagher (* 7. Juli 1962) ist ein irischer Geschäftsmann und Politiker (einstiges Mitglied von Fianna Fáil). Er trat zur irischen Präsidentschaftswahl 2011 als jüngster von sieben Kandidaten an und unterlag Michael D. Higgins.
Gallagher lebt zusammen mit seiner zweiten Ehefrau in Blackrock im Süden von Dundalk, im County Louth.

## Leben
Seán Gallagher wurde 1962 in der Grafschaft Monaghan als Sohn von John Gallagher aus Killygordon, Co. Donegal, und dessen Frau Anne geb. Bracken aus Tullamore, Co. Offaly geboren. Er kam mit einem angeborenen Augenkatarakt (Linsentrübung) auf die Welt und musste deshalb im Alter von drei Jahren operiert werden. Nach eigenen Angaben kann er als Folge davon einzelne Gesichter in einer Gruppe von Menschen nicht scharf erkennen.
Aufgewachsen und zur Schule gegangen ist er in Ballyhaise in der Grafschaft Cavan. Sein Latein- und Französischlehrer war Seán Brady, der spätere Primas von Irland und Erzbischof von Armagh.
Nach seinem Schulabschluss (ir. Leaving Cert) im Jahr 1980 besuchte er das Agricultural College in Ballyhaise in Cavan, wo er zum ersten Mal über den Jugendverband Ógra Fianna Fáil mit der Fianna-Fáil-Partei (FF) in Kontakt kam. Dieser Kontakt sollte die nächsten 25 Jahre nicht abreißen, so dass er viele Jahre später, im Jahr 2009, sogar in den Exekutivrat der Partei Fianna Fáil National Executive gelangte. Zwar streitet er heute nicht ab, eng mit dieser Partei, die Irland an den Rand des Staatsbankrotts geführt hat, verbandelt gewesen zu sein (Gallagher hat sich in einer TV-Show selbst als „aus dem Genpool von Fianna Fáil stammend“ bezeichnet), beharrt jedoch darauf, heute ein völlig unabhängiger Kandidat zu sein.
Anfang der 1980er Jahre kaufte er sich eine Farm und betätigte sich zunächst als Landwirt.
Im Jahr 1985 besuchte er die NUI in Maynooth, wo er Kurse in Youth and Community Development (Sozialarbeit) belegte.
Nach Tätigkeiten in Landwirtschaft und Sozial- und Gemeindearbeit wurde er schließlich für den Vollzeitjob der Wahlkampforganisierung für das Fianna-Fáil-Parlamentsmitglied Rory O’Hanlon in dessen Wahlkreis Cavan-Monaghan engagiert und stieg dann auf bis zum stellvertretenden Leiter des Louth County Enterprise Board.
O’Hanlon, der von 1987 bis 1991 irischer Gesundheitsminister war, ernannte ihn in diesem Rahmen auch zum „political secretary“. Als O’Hanlons Karriere 1992 endete, verschwand auch Gallagher für die nächsten 14 Jahre aus dem öffentlichen FF-Blickfeld.

## Die 1990er Jahre
Er wechselte nun vollständig das Metier, indem er zunächst als „Massage-Therapeut und Fitnesslehrer“ tätig wurde. Dann wollte er Geschäftsmann werden und plante eine Fitnesscenterkette zu eröffnen. Aus diesen Plänen wurde jedoch nichts.
1995 bis 2000 war er beim Louth County Enterprise Board als „assistant chief executive“ beschäftigt.
Im Jahre 1997 heiratete er Irene McCausland, die er während seiner Arbeit beim Louth County Enterprise Board kennengelernt hatte. Die Ehe hielt jedoch nicht lange und endete 1999 mit Scheidung und Annullierung der Ehe. Gallagher sagte später, dass er durch das kurze Ehe-Intermezzo angeblich gelernt habe, „aufrechter zu sein und schneller die Wahrheit zu sagen“.

## Ab 2000
Im Jahr 2000 erlangte er einen MBA-Abschluss (Master of Business Administration) der University of Ulster und des Dundalk Institute of Technology.
Im Jahr 2002 nahmen seine Geschäftsinteressen dann schärfere Konturen an und Gallagher gründete zusammen mit seinem alten Freund aus Louth County Enterprise Board-Tagen, dem Werkzeugmacher Derek Roddy, in Dundalk die Firma für Hauselektronik Smarthomes.
Doch bereits im Jahr zuvor, 2001, hatte er eine Vorläuferfirma Home Wiring Systems (HWS) gegründet, die von eben jenem Louth County Enterprise Board, wo beide früher beschäftigt waren und Gallagher von 1995 bis 2000 als „assistant chief executive“ sogar eine der Schlüsselpositionen besetzte, ein Darlehen in Höhe von 20.000 Euro erhalten hatte, welches in 25395 Anteile an der Firma HWS zu einem Euro pro Anteil umgewandelt wurde.
Ein Jahr danach gründete er Smarthomes und erklärte später, dass beide Firmen letztlich das gleiche Geschäft betrieben. Die Gründung unter dem neuen Namen habe er vorgenommen, weil er fürchtete, dass die Leute den Namen HWS missverstehen würden und an eine ganz gewöhnliche Elektroinstallationsfirma dächten.
Nachdem zuvor alle zukunftsträchtigen und lukrativen Aktivitäten nach Smarthomes verschoben worden waren, stellte HWS im Jahr nach der Gründung von Smarthomes seine Geschäftstätigkeit ein. Zurück bei HWS blieb allerdings die Eigentümerbeteiligung, die Louth County Enterprise Board dort hatte.
Im Jahre 2005 wollte Louth Enterprise Board deshalb sein Geld von Gallagher zurück, was dieser jedoch verweigerte, weil er meinte, dass die Beteiligung aus Firmenanteilen bestanden habe und da die Firma HWS nun nicht mehr existiere, sei das Geld damit auch weg. Es folgte ein jahrelanger Rechtsstreit, der erst im Jahre 2008 beigelegt wurde. Angeblich soll Gallagher einen Teil der Summe zurückerstattet haben. Über dessen Höhe schweigen sich beide Parteien jedoch aus.

## Zurück zur FF
Welche Kontakte er zu Fianna-Fáil in den Jahren zwischen 1992 und 2006 unterhielt, darüber ist wenig bekannt. Dass die Beziehung jedoch weiter bestand, zeigt seine Teilnahme an einem FF-Treffen in Killarney im November 2005, wo er sogar als Leiter einer FF-Gruppe aus Louth genannt wird.
Im Jahre 2006 kehrte er öffentlichkeitswirksam in die Fianna-Fáil-Politik zurück, nachdem der Dáil-Abgeordnete Séamus Kirk, der fürchtete seinen Sitz für Louth an Sinn Féin zu verlieren, Gallagher gebeten hatte, für ihn den Wahlkampf als „director of elections“ zu organisieren. Die von Gallagher nahezu säbelrasselnd republikanisch angelegte Wahlkampfstrategie ging auf und Kirk gewann die Wahl.
Die Firma Smarthomes hatte sich (auch dank Abwicklung von HWS) in den ersten vier Jahren nach der Gründung so positiv entwickelt, dass Gallagher nicht nur Finalist für den Entrepreneur of the Year Award von Ernst & Young wurde, sondern obendrauf noch im Dezember 2006 der damalige Taoiseach Bertie Ahern (ebenfalls FF) die neue Smarthomes-Firmenzentrale in Dundalk mit großspurigen Versprechungen für die Zukunft eröffnen konnte.
Im Jahr 2008 wurde Seán Gallagher dann als Jury-Mitglied (sogenannter dragon) bei der RTÉ One-TV-Version von „Dragon's Den“ (Drachenhöhle) angekündigt und startete damit seine TV-Karriere. Bei dem heute noch laufenden TV-Format werden Geschäftsideen vorgestellt, die anschließend von Risikokapitalgebern (dragons) bewertet werden. Gallagher nahm sowohl an der ersten Staffel im Jahr 2009 als auch an den Folgestaffeln im Jahr 2010 und 2011 teil.
Im Jahre 2009 wurde er für den Wahlbezirk (constituency) von Louth als Delegierter in den Ard Comhairle (engl.: Fianna Fáil National Executive), also dem Nationalen Exekutivrat von Fianna Fáil gewählt. Allerdings behauptete er in einem RTÉ News at One-Interview im Juli 2011, um sein Verflechtungsprofil niedrig zu halten, dass ihn der Exekutivrat eigentlich nicht interessiert habe und er lediglich an zwei Sitzungen teilgenommen habe. Die Frage, warum er sich dann überhaupt erst in den Rat habe wählen lassen, kommentierte er mit der Behauptung, für Subunternehmer aus seinem Wahlbezirk Louth, die übers Ohr gehauen worden seien, etwas tun zu wollen. Nachfragen bei örtlichen Parteimitarbeitern in Louth ergab jedoch, dass dies überhaupt nicht seine Aufgabe gewesen sei.
Er bleibt jedoch dabei, wie in dem Interview im Irish Independent vom 11. Oktober 2011 zu lesen ist, dass er vor Ort in Louth so beschäftigt war, sich um diverse Gruppen wie Freiwilligeninitiativen und Gemeindegruppen zu kümmern, sowie kleine Start-Up-Unternehmen zu unterstützen, dass für den Rat keine Zeit mehr übrig gewesen sei.
Tatsächlich existiert ein Beschwerdebrief des Comhairle Dáilcheantair (engl. Constituency Council, eine Art Wahlbezirksrat) vom Sommer 2010 an die Parteizentrale von Fianna Fáil, in dem der Rücktritt von Gallagher gefordert wird, weil er sich bei den Sitzungen nicht blicken ließe. Er habe dann im September 2010 mündlich versichert, zurückzutreten, wollte mit der formellen Bestätigung jedoch bis zum Januar 2011 warten. Ob diese Hinauszögerung des Ausscheidens mit eventuell in Frage stehenden finanziellen Optionen zusammenhing oder ob er lediglich taktisch die weitere Entwicklung der sich deutlich verschlechternden Situation abwarten wollte, ist bislang noch ungeklärt.
Trotzdem behauptete er in einer Reihe von Interviews, dass er seit 2009 keine aktive Rolle mehr bei FF gespielt habe. Offiziell endete seine Mitgliedschaft im Nationalen Exekutivrat von Fianna Fáil schließlich am 5. Januar 2011, als er in einem Brief an den Generalsekretär Seán Dorgan seinen Rückzug mitteilt. Allerdings ist in dem Schreiben von einem Parteiaustritt nicht die Rede. Im Gegenteil. Er teilte mit, dass er keine Zeit für den Besuch der lokalen Wahlbezirksversammlungen in Louth habe und deshalb den FF-Exekutivrat verlassen möchte. Er schreibt ausdrücklich in dem Brief vom 5. Januar 2011, dass er „weiterhin Dorgan und dessen Kollegen in der Fianna Fáil gerade in diesen für die Partei schwierigen Zeiten unterstützen möchte“.
Jedoch deutet er im Nachhinein diese Passage so, dass eigentlich nur zum Ausdruck bringen wollte, dass er seinen ehemaligen Kollegen für ihren weiteren Weg alles Gute wünsche, er jedoch in Zukunft seine eigenen Wege gehen werde. Sein Parteiaustritt vollzog sich nach seiner Sichtweise über mehrere Stufen. Demnach habe er nur an zwei Sitzungen des FF-Exekutivrats teilgenommen, im Juli und im Dezember 2009. Am 1. März 2010 sei er dann als Mitglied aus der Ravensdale Cumann, seiner örtlichen FF-Organisation in der Grafschaft Louth, ausgeschieden. (Dies betrachtet er heute im Nachhinein als den eigentlichen Parteiaustritt.) Mündlich habe er dann im September seinen Ausscheiden aus dem Exekutivrat angekündigt, dessen formale schriftliche Bestätigung am 5. Januar 2011 erfolgt sei.
Danach scheint er den Brief vom 5. Januar nicht nur als Rückzug vom Exekutivrat, sondern als letzte Stufe des Ausscheidens und somit auch als formell abgeschlossenen Parteiaustritt zu betrachten. Wie bei Politics.ie nachzulesen ist, gab ein Sprecher von Gallagher auf Nachfragen an, dass dies der letzte Brief von Gallagher an FF sei und das Gallagher nicht mehr Mitglied der Partei sei. Auch der erneute Hinweis, dass in dem Brief lediglich der Rückzug vom Exekutivrat angekündigt wird, nicht jedoch ein Parteiaustritt, wird vom Sprecher bestätigt, gleichzeitig jedoch weiter darauf beharrt, dass Gallagher nicht mehr Parteimitglied sei.
Nach Angaben von örtlichen Aktivisten soll er jedoch bis Dezember 2010 noch ernsthaft darüber nachgedacht haben, für FF anzutreten.
Als er jedoch starken Gegenwind aus den örtlichen eigenen Reihen verspürte, habe er es sich dann anders überlegt. Tatsächlich stimmten bei der lokalen Abstimmung über die Präsidentschaftskandidatur seine vier FF-Kollegen nicht für ihn als Kandidaten, sondern für Mary Davis, die in der Vergangenheit zwar keine solch starke FF-Verflechtung aufwies wie Gallagher, jedoch diverse Posten durch FF-Unterstützung erhalten hatte.

## FÁS
Am 21. Januar 2010 wurde Seán Gallagher von Mary Coughlan, der zuständigen Fianna Fáil-Ministerin und damals auch Tánaiste, zum Direktor bei Foras Áiseanna Saothair (FÁS), der staatlichen irischen Arbeitsagentur ernannt. Aus über 200 (!) Bewerbern wurde der „standhafte und überzeugte FF-Unterstützer Gallagher“ (so der Kommentar des Dundalk Democrat, seiner Heimatzeitung) ausgewählt, um in dem elfköpfigen FÁS-Board Platz zu nehmen. Er kündigte gleichzeitig an, dass ihn der neue Posten nicht daran hindern werde, an einer zweiten Staffel der TV-Show Dragon’s Den (Drachenhöhle) teilzunehmen.
Im Oktober 2011 gab er hinsichtlich der Bezahlung an, dass er die Vergütung für den Posten nicht behalten habe. Stattdessen habe er die über 11.000 Euro gespendet, da in der Vergangenheit bei FÁS enormer finanzieller Schaden (sogenannte „Golden Handshake Deals“) durch fragwürdig-korruptes Management entstanden sei. Auf eventuell durch den Posten entstehende Pensionsansprüche wurde nicht weiter eingegangen.

## Auf dem Weg zur Kandidatur
Dies alles hat bei vielen Beobachtern den Eindruck erweckt, dass Gallagher nun versucht, über das Ticket eines „Independent“ in das Präsidentenamt zu gelangen, sich innerlich aber nicht überzeugend von seiner FF-Vergangenheit gelöst habe, sondern eigentlich in klassischer FF-Manier wiederum nur opportunistisch handle. Fianna Fáil hat angesichts der miserablen Umfrageergebnisse auf die Aufstellung eines eigenen Kandidaten für die irische Präsidentschaftswahl 2011 verzichtet und kann davon ausgehen, dass viele „heimatlos“ gewordene ex-FF-Wähler sich nun an den ebenfalls „heimatlosen“, weil „unabhängigen“ Gallagher bzw. in geringerem Maße an Mary Davis halten werden. Die jüngsten Umfragewerte vor der Wahl scheinen dies zu bestätigen.
Bizarrerweise erklärte er noch am 3. Oktober anlässlich eines Besuchs im Trinity College in Dublin, er sei schon seit 2009 weder Mitglied noch sonst wie aktiv bei FF gewesen, weil die Partei „den Kontakt zu den einfachen Leuten verloren“ habe. Trotzdem blicke er mit Stolz auf seine Zeit bei FF zurück und riet die Studenten, in Parteien mitzuarbeiten, auch wenn er selbst es nicht mehr tue. Gleichzeitig warnte er davor, Menschen zu „dämonisieren“, die mit Parteien zu tun hatten, die einst in der Regierungsverantwortung gestanden hätten.
Mitte Oktober wiederholte er in einer TV-Debatte seine Vorwürfe, dass die Partei ihre Wurzeln verloren habe.
Auch kann ihm ein gewisses Talent zur Demagogie nicht in Abrede gestellt werden. So schaffte er es, noch Anfang Februar 2011, also wenige Wochen vor dem FF-Wahldebakel, eine so zündende Pro-FF-Rede zu halten, dass David Funcheon, der FF-Bürgermeister von Castleblayney, Co. Monaghan, sich am 3. Februar zu dem Tweet hinreißen ließ: „Sean gallagher rallying the troops the atmosphere is electric.“
Auch die Irish Times berichtet, dass er noch während dieser FF-Kampagne für die Wahl zum Dáil im Februar 2011 für die FF-Kandidaten Billy Kelleher, Dara Calleary, Charlie McConalogue und Margaret Conlon Wahlauftritte mitmachte und deren Kampagnen unterstützte.

## Ankündigung der Kandidatur
Im Mai 2011 berichteten diverse Zeitungen, dass Seán Gallagher die Nominierung zur Präsidentschaftswahl 2011 anstrebe.
Er soll bei FF-Oireachtas-Mitgliedern die Möglichkeit eines „semi-detached arrangement“ mit FF sondiert haben, d. h. eine Unterstützung durch 10 FF-Oireachtas-Mitglieder und 10 unabhängige Oireachtas-Mitglieder, damit er eine Nominierung als unabhängiger Kandidat erhalten könne. In der folgenden Zeit forcierte er seine Bemühungen eine Kandidatur über die Zustimmung von vier Councils zu erreichen und als der Cork City Council seiner Kandidatur schließlich zustimmte, hatte er die notwendige vierte Council-Stimme für seine Kandidatur zusammen. Am 27. September 2011 reichte er seine Papiere ein.

## Rückzug aus seinen Geschäftsaktivitäten
Bereits im April 2010 zog Gallagher sich aus der Geschäftsführung von Smarthomes zurück. Smarthomes cabling company stattete Häuser mit moderner Lichttechnik und Unterhaltungselektronik (Kabelfernsehen, Breitband) aus und wuchs kräftig in der Blütezeit der irischen Immobilienblase, schrumpfte allerdings ebenso beeindruckend, nachdem die Blase geplatzt war. Während 2006 noch angekündigt wurde, dass die Anzahl der Jobs von 50 auf 150 erhöht werden solle, betrug der Verlust der Firma im Jahre 2009 insgesamt 543.000 € und die Anzahl der Mitarbeiter schrumpfte auf zurzeit noch 20 Stellen. Der Irish Times zufolge sind Verluste der Firma inzwischen sogar bis 1,2 Millionen € aufgelaufen.
Am 19. Juli 2011 schied er ebenfalls als Direktor von Smarthomes Group, Smartwatch und einer Beratungsfirma namens Beach House Training & Consulting Services aus. Smartwatch, eine Firma, die im Jahr 2007 gegründet wurde, gehörte bis dato Gallagher und Derek Roddy, seinem smarthomes-Partner. Die Beratungsfirma Beach House Training & Consulting Services wurde von Gallagher im Jahr 2008 gegründet. Die Firma hält einen 10 %-Anteil an Surf Seeds International, der Health Food-Firma, die Gallagher in der TV-Show „Dragons' Den“ unterstützt hatte. Bislang besetzten Gallagher und seine Partnerin Trish O’Connor die beiden leitenden Posten bei Beach House. Den Platz von Gallagher hat nun sein Smarthomes-Partner und Freund Derek Roddy eingenommen.
Firmen im Rahmen seines Engagements in der TV-Show „Dragons' Den“ sind: Pedigreecattle.ie, Flatpack Garden Solutions und Boilerbleed.
Nach diesem Rückzug von seiner aktiven Geschäftstätigkeit hat Gallagher nach eigenen Angaben alle geschäftsführenden bzw. leitenden Positionen aufgegeben, bleibt jedoch weiter Anteilseigner an bestimmten Firmenteilen.
Seine Aktienanteile an Smarthomes soll er im Laufe des Jahres 2011 abgestoßen haben.
Neben dem FÁS-Posten hatte er weiterhin einen Sitz bei der Drogheda Port Company und war 2007 auch zeitweise Direktor bei InterTrade Ireland, einer Organisation, die im Handel zwischen der Republik und dem Norden mitmischt. Smarthomes erhielt von InterTrade Ireland Finanzmittel in Höhe von über 41 000,- €.

## Heirat und Familie
Im August 2010 heiratete er die 37-jährige Trish O’Connor, die aus Kanturk im Co. Cork stammt und früher bei der Kosmetikfirma Lancôme im Verkauf arbeitete. Sie hat in einer von Gallaghers Firmen bis heute eine leitende Position.